# Mariano Natalio Carrera
Mariano Natalio Carrera (* 22. Juli 1980 in San Isidro) ist ein argentinischer Boxer.

## Profikarriere
Carrera bestritt seinen ersten Profikampf im Mai 2001. Bis 2006 kämpfte er mit wechselhaftem Erfolg ausschließlich in Argentinien. Zwar gewann er 2002 den argentinischen und 2004 den südamerikanischen Meistertitel, verlor aber in diesem Zeitraum auch vier Kämpfe gegen wenig namhafte Gegner.
Am 2. Dezember 2006 gewann er vor 3500 Zuschauern im Estrel-Hotel in Berlin-Neukölln gegen den spanischen Titelverteidiger Javier Castillejo den untergeordneten „regulären“ Weltmeistertitel der WBA. Eigentlicher Weltmeister des Verbandes, der sogenannte „WBA-Superchampion“, war zu diesem Zeitpunkt der US-Amerikaner Jermain Taylor. Carrera bezwang Castillejo durch technischen KO in der elften von zwölf Runden. Ringrichter Guillermo Pérez aus Panama brach den hochklassigen und verbissen geführten Kampf nach 1:53 Minuten der vorletzten Runde ab, eine Entscheidung, die heftige Proteste von Castillejos Trainer Ricardo Atocha zur Folge hatte. Nachdem die WBA Taylor im Dezember seinen Titel aberkannt hatte, stieg Carrera zum alleinigen Titelträger des Verbandes auf. Da Carrera in der Dopingprobe allerdings die Substanz Clenbuterol nachgewiesen wurde, entschied die WBA am 22. Februar 2007, den Kampf als "No Contest" bzw. nicht zu werten und Castillejo wieder zum Titelträger zu ernennen. Zusätzlich wurde Carrera für eine Dauer von 6 Monaten, beginnend am 2. Dezember 2006, gesperrt.
Am 11. August 2007 gewann er in der ersten Runde durch schweren KO gegen Tizeira.